# Privatbankier
Privatbankier, auch Bankhaus oder Privatbank, bezeichnet ein Unternehmen des privaten Bankgewerbes. Der Begriff wird unterschiedlich eng oder weit gefasst verwendet. Im engeren Sinn werden unter diesem Begriff private Banken der Rechtsform der Einzelunternehmen oder einer der Rechtsformen der Personengesellschaft (Kommandit- oder offene Handelsgesellschaft in Deutschland; Kollektiv- oder Kommanditgesellschaft in der Schweiz) eingeordnet. Die Entscheidungsbefugnisse liegen dadurch in der Hand der Eigentümer und es besteht persönliche Haftung.
Umgangssprachlich wird auch die Person des Inhabers eines Bankhauses als Privatbankier oder Bankier (aus dem Französischen: Banquier) bezeichnet.

## Begriffsabgrenzung
Der Begriff Privatbank lässt sich in unterschiedlicher Weise definieren. In der umfassendsten Definition werden alle privaten Banken als Privatbank bezeichnet, also jene Banken, die sich in privatem Besitz befinden, unabhängig von der jeweiligen Struktur und Geschäftstätigkeit der Bank sowie der Eigentumsverhältnisse. Im engeren Sinn wird der Begriff der Privatbank an die Rechtsform der Einzelunternehmung oder Personengesellschaft geknüpft. So nähert sich die Begriffsdefinition jener des Privatbankiers beziehungsweise ist mit dieser identisch.
Privatbankiers im engsten Sinne sind Bankhäuser, bei denen ausschließlich Eigentümer und deren Familienangehörige in der Geschäftsführung vertreten sind. Eine weiter gefasste Beschreibung des Begriffs Privatbankier beinhaltet, dass die Geschäftsleitung daneben oder ausschließlich aus persönlich haftenden Gesellschaftern bestehen kann. Hierbei dehnt sich die Begrifflichkeit Privatbankier über die Rechtsform hinaus aus und betitelt zusätzlich auch die geschäftsführenden Gesellschafter und Eigentümer der Bank.
Hiervon abzugrenzen ist der Begriff Private Banking. Dieser Begriff beschreibt zum einen die Betreuung für meist vermögende Kunden, die intensiver, individueller und/oder persönlicher ist als im Massenkundengeschäft. Zum anderen wird die Bezeichnung Private Banking für den Geschäftsbereich einer Bank, die Private Banking betreibt, genutzt. Obgleich die Ähnlichkeit der Begriffe Privatbankier, Privatbank und Private Banking oftmals zur fälschlichen Schlussfolgerung führt, dass Private-Banking-Dienstleistungen ausschließlich von kleinen Privatbanken und Privatbankiers angeboten werden würden, wird Private Banking heute von einer Vielzahl von Banken, unabhängig von Rechtsform und Eigentümerschaft, angeboten und erbracht. Privatbankiers oder Privatbanken (im Sinne der engen Definition) stellen zwar den historischen Ursprung des Private-Banking-Geschäfts dar, jedoch längst nicht mehr die größte Anbietergruppe.

## Rechtsgrundlagen
Deutschland
In Deutschland unterstehen Privatbanken dem Kreditwesengesetz (KWG). Die Eigentümer benötigen nach § 32 KWG eine schriftliche Erlaubnis der Bundesanstalt für Finanzdienstleistungsaufsicht (BaFin) und haben nach § 32 Abs. 1 Nr. 4 KWG eine erforderliche fachliche Eignung nachzuweisen. Nach § 39 KWG dürfen die Bezeichnung „Bank“, „Bankier“ oder eine Bezeichnung, in der das Wort „Bank“ oder „Bankier“ enthalten ist, in der Firma, als Zusatz zur Firma, zur Bezeichnung des Geschäftszwecks oder zu Werbezwecken nur Kreditinstitute führen. Damit sind diese Begriffe gesetzlich geschützt und dürfen nur vom Inhaber eines Bankgeschäfts genutzt werden. Hierdurch soll eine Irreführung der Öffentlichkeit durch Missbrauch verhindert werden.
Durch Novellierung des KWG ist seit 1976 die Neugründung von Kreditinstituten in der Rechtsform des Einzelkaufmanns nicht mehr möglich.
Schweiz
Im Bankengesetz (BankG) der Schweiz nimmt der Privatbankier eine eigene rechtliche Stellung ein. Art. 1 Abs. 1 BankG ordnet dem Privatbankier die Rechtsformen Einzelunternehmen, Kollektiv- und Kommanditgesellschaft zu. Privatbankiers benötigen eine Bewilligung der Eidgenössischen Finanzmarktaufsicht (FINMA).
Zudem ist der Begriff Privatbankier durch eine Kollektivmarke geschützt, die im Namen der 1934 gegründeten Vereinigung Schweizerischer Privatbankiers beim Eidgenössischen Institut für Geistiges Eigentum hinterlegt ist. Die meisten Privatbankiers sind in dieser Vereinigung zusammengefasst. Der Gebrauch dieser Marke ist den Mitgliedern sowie anderen Banken vorbehalten, die als Einzelunternehmen bzw. Kollektiv- oder Kommanditgesellschaft organisiert sind und die einen oder mehrere persönlich und unbeschränkt haftende Bankiers haben.

## Geschichtliche Entwicklung
Die Privatbankiers stellen die älteste Unternehmensform im Bankwesen dar. Ihre Ursprünge reichen bis ins 13. Jahrhundert, als Florenz zu einer Handelsmacht aufstieg und das dortige Bankgeschäft ganz besonders zu florieren begann. Als ursprüngliche Warengroßhändler, Kommissionäre oder Spediteure wandten sie sich, über das mit dem Warengeschäft zusammenhängende Kredit- und Wechselgeschäft, immer mehr dem Bankgeschäft zu.
Zu den ersten und damals bedeutendsten Bankiersfamilien zählten die Bardi, die Peruzzi und die Acciaiuoli aus Florenz. Diese unterhielten zu Beginn des 14. Jahrhunderts Filialen in praktisch den sämtlichen wichtigsten Städten Europas und hielten de facto das Monopol der päpstlichen Finanzen. Als der Englische König Eduard III. sich 1345 weigerte, seine durch den Hundertjährigen Krieg angehäuften Schulden zurückzuzahlen, gerieten diese in enorme Schwierigkeiten und verloren schließlich ihren Einfluss.
Als bekanntester Vorläufer der heutigen Privatbankiers gilt allerdings Vieri di Cambio de’ Medici. Dieser baute zwischen 1348 und 1392 ein weit verzweigtes Bankhaus mit mehreren Filialen in den wichtigsten europäischen Städten auf. Unter seinen Zöglingen und späteren Partnern befand sich auch sein Neffe, Giovanni di Bicci de’ Medici, der zuerst die Filiale in Rom führte und diese 1393 übernahm. Während das einst sehr erfolgreiche Bankhaus von Vieri di Cambio de’ Medici, nach seinem altersbedingten Rückzug 1393, unter der Führung seiner beiden Söhne unterging, war das Bankhaus seines Neffen äußerst erfolgreich. Zwei Jahre nach dem Tod seines Onkels verlegte Giovanni di Bicci de’ Medici 1397 seine Aktivitäten nach Florenz und gründete den Banco Medici. Dieser bildete die Grundlage des späteren Aufstiegs der Medici zu einer der mächtigsten Familien der damaligen Zeit in Europa.
In dieser Zeit gab es etliche Bankiers und Bankiersfamilien, deren Auf- bzw. Abstieg mit den wirtschaftlichen, politischen und militärischen aber auch religiösen Machtverschiebungen in Europa einhergingen.
Noch bis in die Mitte des 19. Jahrhunderts waren kleine Geldhäuser von Privatbankiers, typischerweise in der Form eines Familienunternehmens, die vorherrschende Organisationsform im Bankenbereich. Zu jenen Zeiten handelten sie als Universalbankiers, die ihren Kunden die gewünschten Kredite vermittelten. Die Privatbankiers waren bis in die Zeit der Vor- und Frühindustrialisierung die wichtigsten und einflussreichsten Träger des gesamten Kreditwesens.
In der Gründerzeit veränderte sich das Bankwesen in Deutschland deutlich. Nun wurden mehrere Banken in Form von öffentlich gehandelten Aktiengesellschaften gegründet. Die bekanntesten Gründungen dieser Zeit in Deutschland waren die Disconto-Gesellschaft (1851), Deutsche Bank (1870), Commerzbank (1870) und Dresdner Bank (1872).
Der Trend, dass Zahl und Bedeutung der Privatbankiers gegenüber den anderen Bankengruppen (Großbanken, Sparkassen, Genossenschaftsbanken) abnahm, setzte sich bis in unsere Zeit fort.
| Jahr | Anzahl der deutschen Privatbankiers | Geschäftsvolumen | Gesamteinlagen |
| ---- | ----------------------------------- | ---------------- | -------------- |
| 1902 | 1.386                               |                  |                |
| 1913 | 1.221                               |                  |                |
| 1919 | 1.100                               |                  |                |
| 1925 | 1.406                               |                  |                |
| 1932 | 709                                 |                  |                |
| 1938 | 491 (520)                           | 1.260 Mio. RM    |                |
| 1956 | 222                                 | 3.342 Mio. DM    | 2.127 Mio. DM  |
| 1960 | 209                                 | 5.952 Mio. DM    | 4.156 Mio. DM  |
| 1964 | 217                                 | 9.868 Mio. DM    | 7.124 Mio. DM  |
| 1966 | 205                                 | 11.567 Mio. DM   | 7.981 Mio. DM  |
| 1968 | 184                                 | 15.108 Mio. DM   | 11.705 Mio. DM |
| 1970 | 170                                 | 20.848 Mio. DM   | 15.248 Mio. DM |
| 1971 | 165                                 | 20.407 Mio. DM   | 14.706 Mio. DM |
| 1974 | 138                                 |                  |                |

Die Deutsche Bankenkrise 1931 führte zu einer deutlichen Reduzierung der Zahl der Privatbankiers. Viele kleinere Banken brachen zusammen oder wurden auf größere Banken verschmolzen. Hierbei spielten insbesondere die Stützung der Großbanken durch den Staat eine Rolle (die zu Kundenverlusten bei den Privatbankiers führten). Ebenfalls eine Rolle spielte die Notverordnung des Reichspräsidenten, mit der die Zahl der Aufsichtsratsmitglieder auf 30 begrenzt wurde. Damit verloren vielfach Vertreter der Privatbankiers Aufsichtsratsmandate und damit Geschäftsmöglichkeiten.
Ein weiterer Rückschlag erfolgte mit der Machtergreifung der Nationalsozialisten und der damit einhergehenden Arisierung, denn vielfach waren Privatbankiers jüdischer Abstammung.
Spiegelbildlich zu der Reduzierung von Zahl und Bedeutung der Privatbankiers stieg die Bedeutung des öffentlichen und genossenschaftlichen Bankwesens. Insbesondere die Sparkassen und deren Spitzeninstitute konnten den Marktanteil auf ca. 50 % steigern.
Die meisten der historisch traditionellen Privatbankiers sind im Verlaufe der Zeit verschwunden. Die ersten Bankiersfamilien verschwanden hauptsächlich durch die verschiedenen politischen Machtverschiebungen in Europa. Später, besonders während der Industrialisierung, waren es die stark zunehmenden Kreditbedürfnisse, denen etliche Privatbankiers nicht mehr gerecht werden konnten. Auch die fehlende Nachfolge, die eine erfolgreiche Weiterführung des Bankhauses von Generation zu Generation erheblich erschwerte, war mit ein Grund. So wurden die meisten ehemals im Familienbesitz befindlichen Bankhäuser verkauft oder in Kapitalgesellschaften umgewandelt.
Die verbliebenen Privatbankiers konnten wirtschaftlich nur überleben, weil sie ihr Geschäftsmodell änderten: Sie gaben das Universalbankgeschäft weitestgehend auf und spezialisierten sich auf das Private Banking, d. h. die Betreuung von vermögenden Kunden und die Betreuung ihrer Vermögen. Dazu nutzten sie den Nimbus ihrer Familientradition, die sich bis ins 18. Jahrhundert und früher zurückverfolgen lässt („Luxusbanking“).
Seit 1997 ist der Begriff Privatbankier in der Schweiz geschützt und auf bestimmte Rechtsformen beschränkt. Seit 1999 führt die Deutsche Bundesbank die Gruppe des Privatbankiers nicht mehr in ihrer Statistik.

## Liste aktiver Privatbankiers

### Deutschland
Im November 2024 listet der Bundesverband deutscher Banken 15 Privatbankiers auf:
- B. Metzler seel. Sohn & Co., Frankfurt am Main, gegründet 1674
- Bankhaus Anton Hafner, Augsburg, gegründet 1914
- Bankhaus C. L. Seeliger, Wolfenbüttel, gegründet 1794
- Bankhaus Ellwanger & Geiger, Stuttgart, gegründet 1912
- Bankhaus Ludwig Sperrer, Freising, gegründet 1913
- Bankhaus Max Flessa, Schweinfurt, gegründet 1924
- Fürst Fugger Privatbank, Augsburg, gegründet 1954
- Gabler-Saliter Bankgeschäft, Obergünzburg, gegründet 1828
- Goyer & Göppel, Hamburg, gegründet 1924
- Hanseatic Bank, Hamburg, gegründet 1969
- Hauck Aufhäuser Lampe Privatbank, Frankfurt am Main, gegründet 1796
- Joh. Berenberg, Gossler & Co., Hamburg, gegründet 1590
- M.M.Warburg & Co, Hamburg, gegründet 1798
- Sutor Bank, Hamburg, gegründet 1921
- Yapi Kredi Bank Deutschland, Frankfurt am Main, (ehemals Bankhaus J. Faisst, Wolfach), gegründet 1926

Privatbankiers sind in der Satzung des Bundesverbands deutscher Banken wie folgt definiert:

„Privatbankiers sind CRR-Kreditinstitute, die in der Rechtsform der offenen Handelsgesellschaft oder der Kommanditgesellschaft geführt werden. Kommanditgesellschaften auf Aktien gelten als Privatbankiers, sofern
a) die persönlich haftenden Gesellschafter natürliche Personen sind und
b) die Aktien der Gesellschaft nicht über die Börse gehandelt werden und
c) die Übertragung der Aktien an die Zustimmung der persönlich haftenden Gesellschafter gebunden ist.
Auf die Voraussetzung nach Buchstabe a) kann verzichtet werden, wenn bei deren Wegfall das Kreditinstitut den Status eines Privatbankiers hatte und der Ausschuss für die Privatbankiers dem Verbleib in der Gruppe der Privatbankiers zustimmt. Ausnahmsweise kann eine Bank in der Rechtsform der GmbH oder der Aktiengesellschaft der Gruppe der Privatbankiers angehören, sofern die Bank vor der Umwandlung die Voraussetzungen dieses Absatzes erfüllt hat und der Ausschuss für die Privatbankiers dem Verbleib zustimmt.“

### Schweiz
In der Schweiz gibt es die Vereinigung Schweizerischer Privatbankiers (VSPB). Sie schreibt (Stand Februar 2017) unter anderem:

„In der Schweiz entspricht die Bezeichnung ‚Privatbankier‘ einer genauen Definition im Sinne des Bankengesetzes: Es handelt sich um Banken in der Rechtsform von Einzelfirmen, Kollektiv und Kommanditgesellschaften. Die spezifische Stellung der Privatbankiers ist durch die Präsenz in ihren Rängen von einem oder mehreren unbeschränkt für ihre Bank haftbaren Teilhaber gerechtfertigt.
[…]
Um die Verwässerung und die missbräuchliche Verwendung des Begriffs ‚Privatbankier‘ durch Personen oder Unternehmen, die nicht den gesetzlichen Bedingungen entsprechen, zu vermeiden, wurde die Kollektivmarke ‚Privatbankier‘ (in der Einzahl und Mehrzahl, in verschiedenen Sprachen) 1997 durch die Vereinigung Schweizerischer Privatbankiers beim Eidgenössischen Institut für Geistiges Eigentum hinterlegt.“

Stand Februar 2017 entsprechen fünf der neun Mitgliedsbanken der VSPB der Definition eines Schweizer Privatbankiers und dürfen sich eben so bezeichnen:
- Bordier & Cie, Genf, gegründet 1844
- E. Gutzwiller & Cie. Banquiers, Basel, gegründet 1886
- Mourgue d’Algue & Cie, Genf gegründet 1869
- Rahn & Bodmer, Zürich, gegründet 1750
- Reichmuth & Co, Luzern, gegründet 1998

## Liste ehemaliger Privatbankiers
Beispiele ehemaliger Privatbankiers, die u. a. inzwischen teilweise oder gänzlich im Eigentum von Großbanken und Versicherungskonzernen sind:
- A. Schaaffhausen’scher Bankverein, Köln
- Ahlmannbank, Kiel (seit dem 1. Januar 1974: Deutsche Bank AG Filiale Kiel)
- Bankhaus A. Levy & Co., Köln
- Bankhaus D. & J. de Neufville, Frankfurt am Main, gegründet um 1650, stille Liquidation 1924
- Bankhaus Friedrich Schmid & Co., Augsburg, gegründet 1849, 1931 in der Bayerischen Hypotheken- und Wechselbank aufgegangen
- Bankhaus Gebr. Bethmann, Frankfurt, gegründet 1748, seit 2004 als Bethmann Bank AG eine Tochtergesellschaft der ABN AMRO
- Bankhaus Kaskel, 1872 in die Dresdner Bank umgewandelt
- Bankhaus Gebrüder Arnhold, „arisiert“ 1935
- Bankhaus Gebrüder Sulzbach, gegründet 1856, „arisiert“ 1937
- Bankhaus Maffai, München, gegründet 1802
- Bankhaus Gebr. Martin, Göppingen, gegründet 1912, 2001 umgewandelt in AG in Familienbesitz
- Bankhaus Bondi & Maron, „arisiert“ 1937
- Bankhaus Grunelius & Co., ab 1989 von der Deutschen Bank schrittweise übernommen und 1997 aufgelöst
- Bankhaus Hardy & Co., 1997 in die Dresdner Bank integriert
- Bankhaus Hocker & Co., ab 1955 Herstatt-Bank, Insolvenz 1974
- Bankhaus Löbbecke, Braunschweig, gegründet 1761, Übernahme 1983 durch die Norddeutsche Landesbank, noch im gleichen Jahr Weitergabe an den Berliner Bankier Günter Follmer, zuletzt 2003 übernommen durch M.M.Warburg & CO
- Bankhaus Hallbaum, Hannover, gegründet 1879, Übernahme 1997 durch M.M.Warburg & CO
- Bankhaus Neelmeyer, Bremen, gegründet 1907, 1964 umgewandelt in eine Aktiengesellschaft
- Bankhaus J. H. Stein, Köln
- Bankhaus Partin, Bad Mergentheim (2001 vom BAKred, der Vorläuferin der BaFin, geschlossen)
- Bankhaus Heinrich Gontard & Co., später Gontard & Metallbank
- Bankhaus S. Bleichröder, ab 1937 teils als Arnhold and S. Bleichroeder, Inc. in New York fortgeführt, 1938 „arisiert“
- HSBC Trinkaus, vormals Trinkaus & Burkhardt, Beteiligung der HSBC plc seit 1992
- Privatbank Reithinger, Singen (von der BaFin am 3. August 2006 geschlossen)
- Schröder, Münchmeyer, Hengst & Co., Hamburg/Frankfurt am Main
- Karl Schmidt Bankgeschäft, später Schmidtbank, Hof (von Commerzbank AG 2004 gekauft; dadurch vor BaFin-Schließung bewahrt)
- Sal. Oppenheim jr. & Cie., Köln, gegründet 1789, Übernahme durch die Deutsche Bank 2009
- Merck Finck & Co oHG Privatbankiers, München, gegründet 1870, Übernahme durch die der KBC Group 2010, heute Mischform (zwar noch zwei natürliche Personen, aber zusätzlich auch der Konzern als persönlich haftende Gesellschafter)
- Bankhaus Wölbern & Co., Hamburg, gegründet 1956, Übernahme 2009 durch M.M.Warburg & CO
- Bankhaus Carl F. Plump & Co, Bremen, gegründet 1817, Übernahme 1999 durch M.M.Warburg & CO, seit 2011 Aktiengesellschaft
- Bankhaus Marcard, Stein & Co, Hamburg, gegründet 1790 (Bankhaus J. H. Stein) bzw. 1893 (Marcard & Co), Übernahme 1998 durch M.M.Warburg & CO
- Bankhaus von der Heydt-Kersten & Söhne, München, gegründet 1754, Übernahme durch Commerzbank 1932
- Bankhaus Oswald Kruber GmbH & Co. KG, Berlin, gegründet 1924, heute North Channel Bank GmbH & Co. KG, 2002 in Besitz von Alexander Falk, 2009 von Ocwen Financial Corp. an AB 23/08 Vermoegensverwaltungs GmbH (heute Oban Germany Holding)
- Bankhaus Delbrück, gegründet 1857, 2002 an ABN AMRO
- B.H. Goldschmidt, Frankfurt am Main, gegründet 1821, 1900 liquidiert
- Erlanger & Söhne, Frankfurt am Main, gegründet 1848, 1904 von der Dresdner Bank übernommen
- J. Dreyfus & Co., Frankfurt am Main, gegründet 1868, 1938 „arisiert“
- Jacob S.H. Stern, Frankfurt am Main, gegründet 1819, 1938 „arisiert“
- Lazard Speyer-Ellissen, Frankfurt am Main, gegründet 1838, 1934 liquidiert
- Reuschel & Co., München, gegründet 1947, aufgegangen in der Conrad Hinrich Donner Bank
- Hottinger & Compagnie, 2010 Umwandlung in Aktiengesellschaft, seit 2012 firmiert unter Bank Hottinger & Cie AG in Zürich
- Bankhaus Robert Suermondt & Cie., gegründet 1867, 1901 Liquidation und Übernahme durch die Bergisch-Märkische Bank, die ihrerseits 1914 in die Deutsche Bank integriert wurde.
- Bankhaus Robert Warschauer & Co. gegründet 1849 von Robert Warschauer senior, 1905 Übernahme durch die Darmstädter Bank für Handel und Industrie.[14]
- Bankhaus H. Upmann & Co., Hermann Dietrich Upmann, Theodore Garbade Bremen und Havanna (1844–1920)[15]

## Personen
Als bekannte Bankiers gelten die Rothschilds, die dadurch, dass sie im 19. Jahrhundert gleichzeitig in Frankfurt, London, Wien, Paris und Neapel aktiv waren, durch Rezessionen bedingte Verluste in einem Land durch Gewinne der anderen Bankhäuser leicht kompensieren konnten. Zudem besaßen sie oft einen Informationsvorsprung, der ihnen bei einigen Geschäften große Gewinne einbrachte.
Weitere Privatbankiers sind oder waren u. a.:
- Hans J. Bär (1927–2011)
- Hermann von Beckerath (1801–1870)
- Simon Moritz von Bethmann (1768–1826)
- Gerson von Bleichröder (1822–1893)
- Raphael von Erlanger (1806–1878)
- August von Finck sen. (1898–1980)
- Wilhelm von Finck (1848–1924)
- Christian Adam Fries (1766–1847)
- Johann von Fries (1719–1785)
- Moritz Reichsgraf von Fries (1777–1826)
- Anton Fugger (1493–1560)
- Jakob Fugger (1459–1525)
- L. Albert Hahn (1889–1968)
- August Freiherr von der Heydt (1801–1874)
- Friedrich Metzler (1749–1825)
- Friedrich von Metzler (1943–2024)
- John Pierpont Morgan (1837–1913)
- Jacques Necker (1732–1804)
- Abraham von Oppenheim (1804–1878)
- Joseph Süß Oppenheimer (1698–1738)
- Kurt Poensgen (1885–1944)
- Johann Georg Sarasin (1762–1847)
- Paul von Schmid (1842–1928)
- Georg von Siemens (1839–1901)
- Georg Speyer (1835–1902)
- Johann Friedrich Städel (1728–1816)
- Isaac de Thellusson (1690–1755)
- Fritz von Waldthausen (1887–1957)
- Max Warburg (1867–1946)
- Eric M. Warburg (1900–1990)
- Max M. Warburg Jr. (1948–)
- Siegmund G. Warburg (1902–1982)